# ART GP13
Die ART GP13 ist ein Rennmotorrad-Chassis, das von Aprilia in der 2013 in der MotoGP-Klasse, der höchsten Prototypen-Kategorie der FIM-Motorrad-Straßenweltmeisterschaft, eingesetzt wird. 

## Technische Spezifikationen
Das von ART (Aprilia) produzierte Chassis besteht aus Aluminium und trägt, dem Einsatzjahr 2013 entsprechend, die Bezeichnung GP 13. ART bietet den Privatteams einen Apriliamotor an. Zur Anwendung kommt ein flüssigkeitsgekühlter Vier-Zylinder-Motor. Das Fahrwerk wird von der Firma Öhlins gestellt. Die Bremsanlage hingegen kommt von Brembo. Die Vorderbremse besteht aus einer doppelten 320 mm Carbon-Bremsscheibe mit vier Bremssätteln. Das Hinterrad verzögern zwei Kolbenbremssättel.

## Statistik
In der Saison 2013 fuhren mit diesem Modell in der MotoGP die Piloten Randy De Puniet, Karel Abraham, Aleix Espargaró, Yonny Hernández und Michael Laverty.